# Бодо (Бразилія)
Бодо, Боду (порт. Bodó) — муніципалітет у Бразилії, входить в штат Ріу-Гранді-ду-Норті. Входить в економіко-статистичний мікрорегіон Серра-ді-Сантана (порт. microrregião da Serra de Santana).

## Загальні відомості
За даними IBGE (Бразильський Інститут Географії та Статистики) в 2010 році його населення було оцінено 2 425 жителів. З них: 1 260 чоловіків і 1 165 жінок.
Муніципалітет було офіційно засновано 26 червня 1992 року (закон № 6.300).
Межує з муніципалітетами: Сантана-ду-Матос (північ і захід), Лагоа-Нова (південь) і Серро-Кора (схід).
Штаб округу знаходиться в 5° 59' 18" південної широти та 36° 24' 47" західної довготи. На висоті 560 м над рівнем моря; відстань до столиці становить 188 кілометрів.
Відповідно до IDEMA, ґрунти регіону представлені характеристики типів літолікос (litólicos), солодизований солонець, темний некальційний і латосольний, червоно-жовтий пісний. Ґрунт використовується як для пасовищ природних, так і придатний для культур спеціального циклу (бавовна арборіо, сизаль, горіхи кеш'ю і кокос). У південній частині створено заповідник для збереження місцевої флори і фауни (дані: Бразильський інститут географії та статистики).
Координати
5°5916 пд.ш. 36°2446 з. д. / 5,987778° пд.ш. 36,412778° з.д. (G) (Я) −5.987778, −36.4127785°5916 пд.ш. 36°2446 з д. / 5,987778° пд.ш. 36,412778° з. д. (G) (Я)

## Історія муніципалітету
Бере початок, як невеличке селище на місці навколо невеликого потічка, який постачав воду для потреб перших сімей та їх домашніх тварин. Смак води цього потічка був подібним до смаку риби, яку місцеві мешканці називають bodó. Таким чином, усім мешканцям регіону, що проживали навколо джерела водопостачання, невдовзі стало відоме це ім'я. Заселявся район за рахунок тих, хто розводив велику рогату худобу, в подальшому зростання населення прискорилося за рахунок вирощувачів бавовни і, нарешті, шахтарів по видобутку вольфраму. Зі збільшенням активності видобутку корисних копалин регіон отримав мігрантів з різних частин Бразилії.

## Статистика
Валовий внутрішній продукт на 2003 рік становить 6.394.767,00 реалів (дані: Бразильський інститут географії та статистики).
Валовий внутрішній продукт на душу населення на 2003 рік становить 2.304,42 реалів (дані: Бразильський інститут географії та статистики).

### Сільськогосподарське виробництво
| Культура          | Обсяг виробництва, (тон) | Вартість виробництва ($тис) | Площа (га). | З них корисної (га). | Середня врожайність (кг/га). |
| ----------------- | ------------------------ | --------------------------- | ----------- | -------------------- | ---------------------------- |
| Бавовна арборіо   | 45                       | 45                          | 70          | 70                   | 642                          |
| Солодка картопля  | 13                       | 3                           | 2           | 2                    | 6.500                        |
| Горіх-кеш'ю       | 350                      | 350                         | 1.000       | 1.000                | 350                          |
| Соя (зерно)       | 14                       | 25                          | 70          | 49                   | 285                          |
| Квасоля (зерно)   | 39                       | 57                          | 245         | 98                   | 397                          |
| Гуава             | 9                        | 5                           | 3           | 3                    | 3.000                        |
| Маніока           | 6.300                    | 1.575                       | 700         | 700                  | 9.000                        |
| Манго             | 14                       | 4                           | 2           | 2                    | 7.000                        |
| Маракуя           | 10                       | 4                           | 2           | 2                    | 5.000                        |
| Кукурудза (зерно) | 94                       | 47                          | 420         | 189                  | 497                          |
| Помідор           | 60                       | 15                          | 2           | 2                    | 30.000                       |

### Тваринництво
| Стадо                                        | Ефективне (поголів'я) |
| -------------------------------------------- | --------------------- |
| Телятина                                     | 1.800                 |
| Свині                                        | 207                   |
| Коні                                         | 48                    |
| Asininos (осли)                              | 133                   |
| Мули                                         | 48                    |
| Вівці                                        | 734                   |
| Кури                                         | 2.354                 |
| Півники, курочки, курчата-бройлери і курчата | 1.063                 |
| Кози                                         | 698                   |
| Корови дійні                                 | 475                   |

|                  | Виробництво        |
| ---------------- | ------------------ |
| Молоко коров'яче | 641 (тисяч літрів) |
| Яйце куряче      | 21 (десятки тисяч) |